# Penn Yan
Penn Yan és una població dels Estats Units a l'estat de Nova York. Segons el cens del 2000 tenia 5.219 habitants.

## Demografia
Segons el cens del 2000, Penn Yan tenia 5.219 habitants, 2.141 habitatges, i 1.261 famílies. La densitat de població era de 887,7 habitants per km².
Dels 2.141 habitatges en un 29,2% hi vivien nens de menys de 18 anys, en un 41,2% hi vivien parelles casades, en un 12,8% dones solteres, i en un 41,1% no eren unitats familiars. En el 35,1% dels habitatges hi vivien persones soles el 18,5% de les quals corresponia a persones de 65 anys o més que vivien soles. El nombre mitjà de persones vivint en cada habitatge era de 2,28 i el nombre mitjà de persones que vivien en cada família era de 2,9.
Per edats la població es repartia de la següent manera: un 23,9% tenia menys de 18 anys, un 7,6% entre 18 i 24, un 26,4% entre 25 i 44, un 20,4% de 45 a 60 i un 21,7% 65 anys o més.
L'edat mediana era de 40 anys. Per cada 100 dones de 18 o més anys hi havia 81,2 homes.
La renda mediana per habitatge era de 29.278 $ i la renda mediana per família de 39.087 $. Els homes tenien una renda mediana de 30.692 $ mentre que les dones 19.263 $. La renda per capita de la població era de 15.848 $. Entorn del 9,7% de les famílies i el 13,8% de la població estaven per davall del llindar de pobresa.